# Võ đường Ngọc Hòa

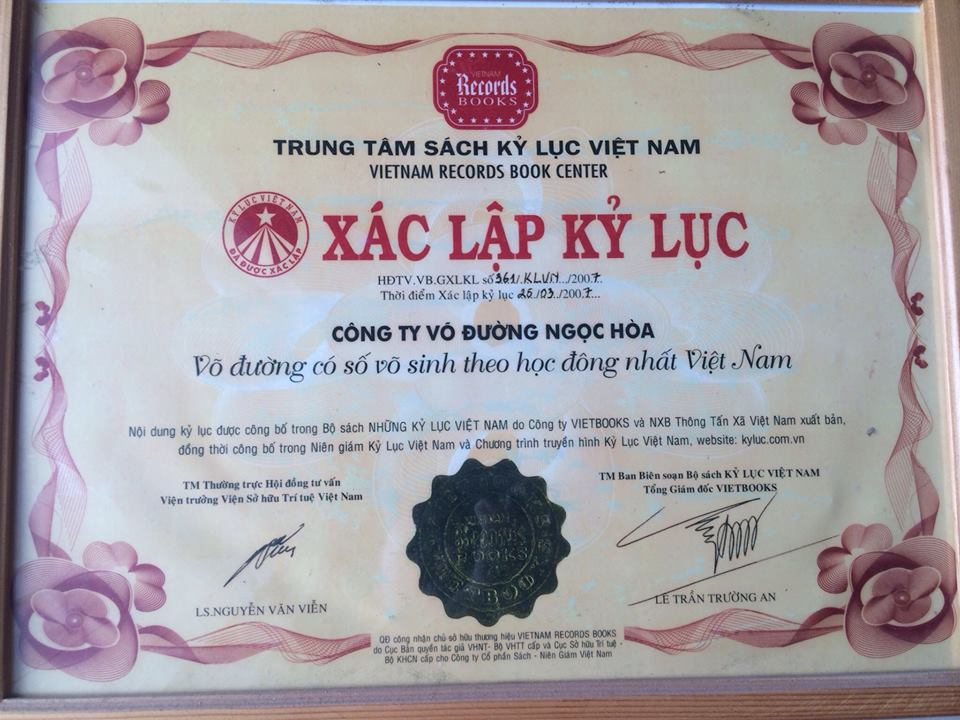
Võ Đường Ngọc Hòa được xác lập kỷ lục "Võ đường có số võ sinh theo học đông nhất Việt Nam"

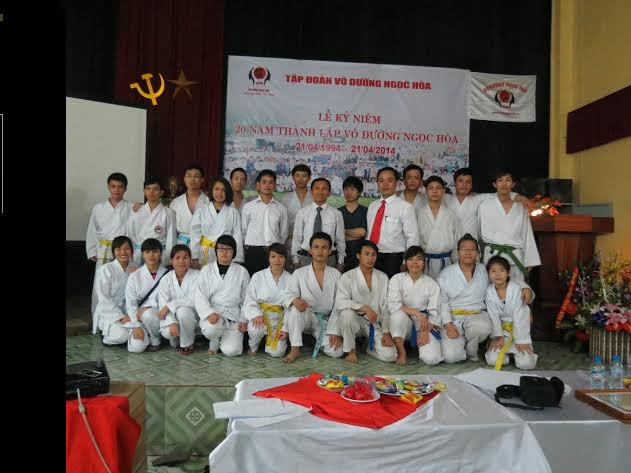
Kỉ niệm 20 năm thành lập Võ Đường Ngọc Hòa (21/04/1994 - 21/04/2014)

Võ đường Ngọc Hòa là Võ đường có số võ sinh theo học đông nhất Việt Nam, do võ sư Nguyễn Viết Hòa người Nghệ An sáng lập. Võ đường này đã được xác lập 2 kỷ lục là "Công ty dạy võ đầu tiên ở Việt Nam" năm 2005 và "Võ đường có số võ sinh theo học đông nhất Việt Nam" năm 2007 do Trung tâm Sách Kỷ lục Việt Nam công nhận.

## Hình thành và phát triển
Võ đường Ngọc Hòa do võ sư Nguyễn Viết Hòa, người Nghệ An, thành lập ngày 21 tháng 4 năm 1994, với vị trí ban đầu tại cơ sở của Trường cấp III Lê Lợi (Tân Kỳ, Nghệ An). Khi đó, võ sư Hòa mới chỉ là một học sinh lớp 11 và võ đường khi đấy mới chỉ có 7 võ sinh, chủ yếu là bạn bè và người thân của võ sư Hòa, theo học.
Năn 1996, võ sư Hòa trở thành sinh viên khoa Luật Trường Đại học Khoa học Xã hội và Nhân văn Hà Nội. Cũng trong năm này, ông thành lập chi nhánh đầu tiên của Võ đường Ngọc Hòa mang danh nghĩa Câu lạc bộ Võ thuật tại Ký túc xá Mễ Trì - Đại học Quốc gia Hà Nội. Trong những năm sau đó, các chi nhánh của võ đường, sinh hoạt dưới hình thức các Câu lạc bộ Võ thuật cũng được thành lập.
Năm1998: Thành lập CLB Võ thuật tại Trường Đại học Kiến trúc Hà Nội,
Ngày 08/12/1998, thành lập CLBTrường Đại học Kinh tế Quốc dân (Hà Nội),
Từ năm 1999 đến năm 2007, thành lập thêm hàng chục CLB Võ thuật khác tại khắp các huyện Tân Kỳ, Đô Lương, Diễn Châu, Yên Thành, Anh Sơn, Nghĩa Đàn, Nghi Lộc (tỉnh Nghệ An) và các tỉnh Hòa Bình, Lào Cai, Phú Thọ...

## Từ võ đường đến tập đoàn
Năm 2003, Võ đường Ngọc Hòa chính thức thành lập pháp nhân kinh tế với tên gọi Công ty Trách nhiệm hữu hạn Võ Đường Ngọc Hòa với ngành nghề đăng ký là đào tạo võ thuật, kinh doanh dịch vụ bảo vệ - vệ sĩ và một số lĩnh vực liên quan khác. Trụ sở công ty đặt tại Từ Liêm, Hà Nội. Năm 2005, Trung tâm Sách Kỷ lục Việt Nam xác lập kỷ lục "Công ty dạy võ đầu tiên ở Việt Nam".
Năm 2007, Võ đường Ngọc Hòa chuyển đổi mô hình hoạt động từ Công ty trách nhiệm hữu hạn thành Công ty Cổ phần Tập đoàn Võ Đường Ngọc Hòa.
Năm 2008 Chuyển đổi thành Công ty cổ phần Dịch vụ Bảo vệ Ngọc Hòa VĐNH.

Cúp vàng Nhãn hiệu Nổi tiếng Quốc gia do Cục Sở hữu trí tuệ Việt Nam trao tặng"

Năm 2011, Tập đoàn Võ Đường Ngọc Hòa thành lập 2 công ty thành viên là Công ty Cổ phần Dịch vụ Bảo vệ Ngọc Hòa VĐNH chuyên kinh doanh dịch vụ bảo vệ - vệ sĩ và Công ty Cổ phần Phát triển Võ Đường Ngọc Hòa chuyên đào tạo võ thuật và kinh doanh các lĩnh vực khác. 

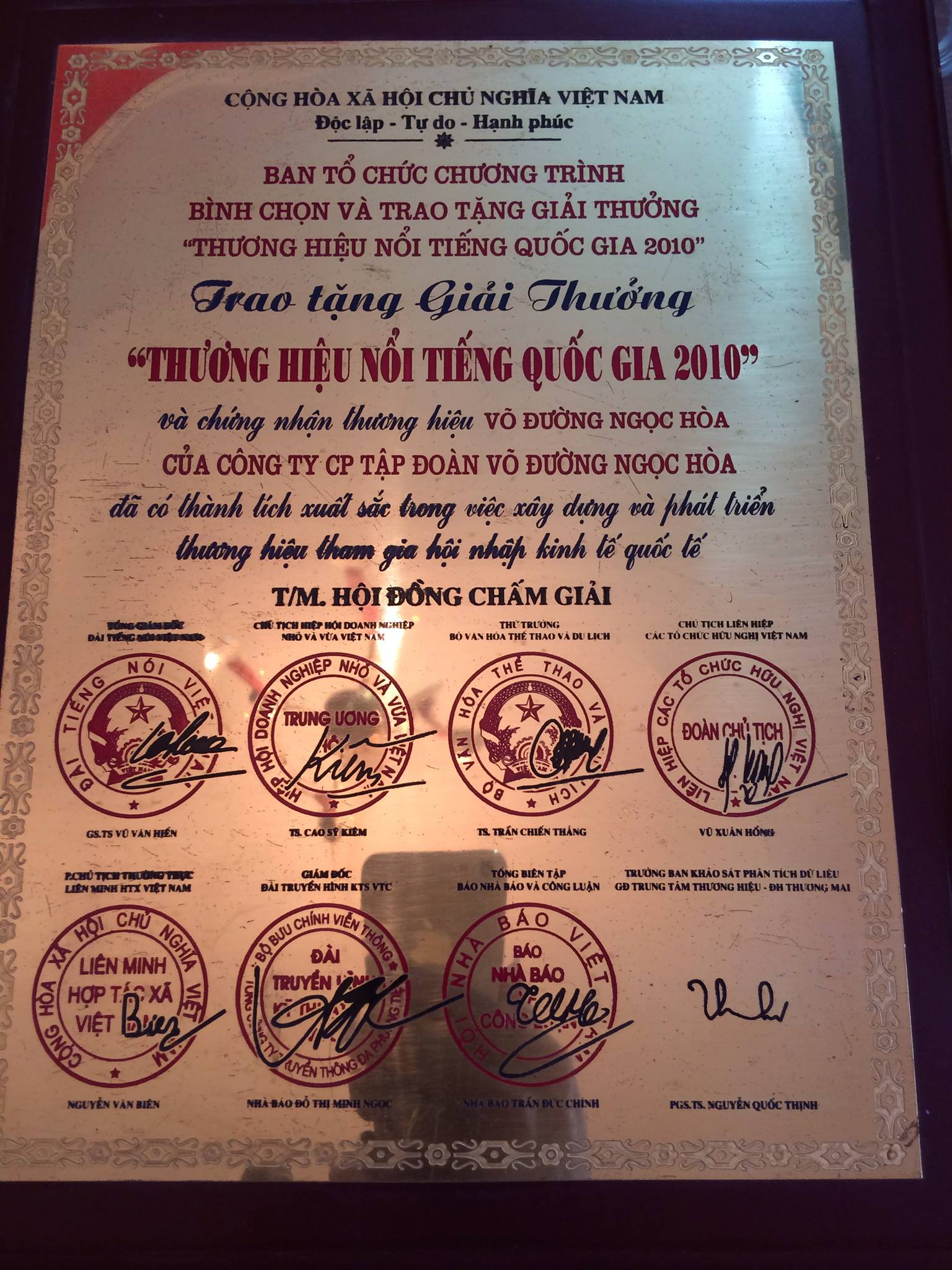
Võ Đường Ngọc Hòa được trao tặng "Thương hiệu nổi tiếng quốc gia 2010"

Năm 2012, thành viên thứ 3 được thành lập tại Nha Trang là Công ty cổ phần Võ Đường Ngọc Hòa Việt Nam kinh doanh nhà nghỉ, khách sạn  tại 193/4, Đường Trần Phú, Phường Vĩnh Nguyên, Thành phố Nha Trang, Tỉnh Khánh Hòa

## Văn hóa Võ Đường Ngọc Hòa
Nét đặc trưng của văn hóa Võ Đường Ngọc Hòa là không hút thuốc, không uống rượu, gặp nhau phải cúi chào theo nghi thức võ đạo. với câu slogan là "sáng ngời Nhân Trí Dũng", họ cũng xem đó là kim chỉ nam cho mọi hành động của võ đường mình.

## Những điểm đáng chú ý
Chỉ sau 18 năm thành lập và phát triển, Võ đường Ngọc Hòa đã phát triển trở thành một trong những võ đường đông môn sinh và uy tín nhất Việt Nam. Cùng với người sáng lập, nhiều thế hệ võ sinh của Võ đường đã tham gia thi đấu trên các đấu trường quốc gia và quốc tế đạt thành tích cao như VĐV Đỗ Thị Thu Hà , từng giành HCB giải Đức mở rộng, HCB giải vô địch KARATEDO trẻ thế giới năm 2011, huy chương bạc SEA Games 26   Lưu trữ ngày 17 tháng 11 năm 2011 tại Wayback Machine HCV SEA Games 25 tổ chức tại Lào . Năm 2007, Báo Thể thao công nhận hệ thống Võ đường Ngọc Hòa là "Võ đường có số võ sinh theo học đông nhất Việt Nam" với 26.000 môn sinh.
Bên cạnh lĩnh vực đào tạo võ thuật, Võ đường còn được xem là một trong những doanh nghiệp hàng đầu Việt Nam trong lĩnh vực kinh doanh dịch vụ bảo vệ, vệ sĩ chuyên nghiệp. Một số giải thưởng mà Võ đường đạt được như: 
- Cúp và xác lập kỷ lục: "Võ đường có số võ sinh theo học đông nhất Việt Nam" do Trung tâm sách kỷ lục trao cúp và xác lập kỷ lục, số 361/KLVN/2007, ngày 26/03/2007
- Cúp vàng "Top 50 sản phẩm hàng đầu" với sản phẩm "Dịch vụ bảo vệ, vệ sĩ" do Hội sở hữu trí tuệ Việt Nam bình chọn.[15]
- Cúp vàng "Nhãn hiệu Nổi tiếng Quốc gia" 2008, 2009, do Cục Sở hữu trí tuệ Việt Nam trao tặng  Lưu trữ ngày 4 tháng 11 năm 2013 tại Wayback Machine
- Cúp "Sen vàng Việt Nam" do Phòng Thương mại và công nghiệp Việt Nam, Liên hiệp các hội khoa học và kỹ thuật Việt Nam trao tặng.[16]
- Cúp vàng "Chất lượng Hội nhập WTO" năm 2007 Quyết định số 172/07-WTO-THV - ngày 9 tháng 9 năm 2007 - Liên hiệp các Hội Khoa học Kỹ thuật Việt Nam trao tặng.
- Siêu cúp Thương hiệu mạnh và phát triển bền vững năm 2007 - QĐKT số 1428/QĐ-LHH ngày 11 tháng 10 năm 2007 - Phòng Thương mại và Công nghiệp Việt Nam, Liên hiệp các Hội Khoa học Kỹ thuật Việt Nam trao tặng.
- Danh hiệu "Doanh nghiệp văn hóa - Unesco Việt Nam 2009" do Liên hiệp các hội UNESCO Việt Nam trao tặng ngày 21 tháng 05 năm 2009
- Danh hiệu "Thương hiệu nổi tiếng Quốc gia và Doanh nhân xuất sắc Đất Việt 2010" trao ngày 19 tháng 9 năm 2010 tại Trung tâm Hội nghị Quốc gia Mỹ Đình  Lưu trữ ngày 4 tháng 11 năm 2013 tại Wayback Machine [17]

Ngoài ra, trong lĩnh vực kinh doanh khác liên quan đến võ thuật, Võ đường còn được Bộ Công nghiệp Việt Nam trao tặng Huy chương vàng và Dấu hiệu hàng Việt Nam chất lượng cao phù hợp tiêu chuẩn cho bộ quần áo Karatedo của Võ đường Ngọc Hòa.